# Хартман II фон Хабсбург-Кибург
Хартман II фон Хабсбург-Кибург (на немски: Hartmann II von Habsburg-Kiburg; ок. 1299; † 31 октомври 1322, замък Тун, Швейцария) от род Хабсбург-Кибург (Ной-Кибург), е от 1301 г. граф на Кибург в кантон Цюрих и от 1313/1316 г. ландграф в Бургундия.

## Живот
Той е големият син на граф Хартман I фон Кибург († 29 март 1301) и съпругата му Елизабет фон Фрайбург († 13 октомври 1322), дъщеря на граф Егино II фон Фрайбург (1263 – 1318) и Катарина фон Лихтенберг († 1283). Брат е на Еберхард II фон Кибург (* ок. 1299; † 17 април 1357) и на Катарина фон Кибург († сл. 8 декември 1342), омъжена между 1313 и 1320 г. за граф Албрехт I фон Верденберг-Хайлигенберг († ок. 1364/1365).
Хартман II наследява като дете баща си през 1301 г. Негови опекуни са до 1313 г. майка му и Улрих фон Торберг († 1312). На 6 април 1301 г. се сключва съюз с град Берн. През 1313/1316 г. той става ландграф на Бургундия при херцог Леополд I фон Хабсбург.
Хартман II фон Хабсбург-Кибург е убит от брат му Еберхард II, за да вземе наследството („Brudermord von Thun“). Линията Хабсбург-Кибург (Ной-Кибург) изчезва през 1417 г.

## Брак
Хартман II фон Хабсбург-Кибург се сгодява във Фрайбург на 2 май 1319 г. и се жени пр. 17 юли 1319 г. за Маргарита фон Нойенбург († ок. 22 август 1382), дъщеря награф Рудолф IV фон Ньошател (1274 – 1343) и Елеонора Савойска-Вод († 1333/1334/1335). Бракът е бездетен. Вдовицата Маргарита фон Нойенбург се омъжва втори път на 10 януари 1337 г. за граф Хуго фон Бухег († 20 май 1347), ландграф в Бургундия, брат на Бертхолд фон Бухег († 1353), епископ на Шпайер и Страсбург, син на граф Хайнрих фон Бухег († 1320), ландграф в Бургундия, и Аделхайд фон Щрасберг († сл. 1276).